# Bartholin Instituttet
Bartholin Instuttet blev grundlagt i 1989 og er navngivet efter den danske læge Thomas Bartholin som opdagede lymfesystemet. Instituttet er i dag underlagt Rigshospitalets Patologiafdeling, og består af 3 grupper som arbejder med eksperimentel cancerforskning og diabetes.